# Fox terrier de pèl llis
El fox terrier de pèl llis és una raça de gos pertanyent al grup dels terriers. Va ser presentada el 1862 en l'Exposició Canina Nacional celebrada a Birmingham, Anglaterra, sent la primera raça de terrier reconeguda pel Kennel Club el 1875, estant datat el 1876 l'estàndard oficial del fox terrier de pèl llis. És un gos dotat de molts mitjans de defensa: mandíbules fortes, dentadura desenvolupada, impulsiu, fort físicament i sobretot valent. Ben construït, ocupa poc espai, elegant, el fox terrier ha de tenir una alçada no superior als 40 cm i un pes aproximat de 8 kg, les femelles una mica menys. Té el crani pla i estret, amb un musell que s'esmola gradualment cap a la tòfona negra. Ulls foscos, petits, a flor de pell, molt vius. Les orelles són petites i en forma de "V", cauen cap endavant a prop de les galtes i mai als costats del cap. La duplicitat de l'orella ha d'estar per sobre del nivell del crani i ha de tenir un gruix moderat. El coll ha de ser nítid, musculós i sense papada. De longitud moderada i eixamplant-se gradualment cap a les escàpules. La cua normalment amputada a un quart de la seva llargada total, de port alegre, erecta, però no enroscada. El pelatge ha de ser llis, de pèl abundant. El color de fons sempre és el blanc, amb taques negres i marrons.

## Història

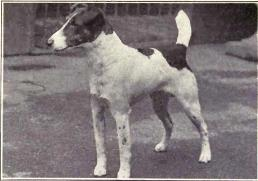
Fox terrier de pèl llis del 1915.

Els historiadors creuen que la raça es va originar de successius encreuaments entre diferents tipus de terriers, especialment de la raça coneguda com a Black and Tan Terrier i posteriorment amb exemplars de bull terrier, Foxhound, gossos de la raça beagle, dachshund alemany i llebrer anglès o greyhound.
Aquesta raça ja era coneguda al segle xviii, com acredita un quadre de Sawrey Gilpin pintat al voltant del 1790 i titulat Pitch, en què es va immortalitzar un exemplar de fox terrier de pèl llis.

## Temperament
Pel seu caràcter el fox terrier es presenta com una raça vivaç, intel·ligent i simpàtica, encara que pel seu instint de caça i per la seva mida, cal ser responsable amb la seva educació, igual que amb la majoria de races. Si bé la seva relació amb les altres races és correcta, amb aquelles que siguin majors que ella solen mostrar-se lluitadors, però solen tenir un comportament amistós i juganer tant amb els altres gossos com amb les persones.

## Utilització
El fox terrier va néixer com a gos de caça de cau, capaç de batre's en igualtat de condicions amb la guineu, per això el seu propi nom és fox (significa guineu en anglès). En l'actualitat, tot i ser considerat com una raça de companyia, segueix tenint un fort instint de caça com demostra el seu caràcter enèrgic i sempre alerta, motiu pel qual és un bon gos per alertar de la presència d'estranys amb els seus lladrucs.

## Salut i manteniment
El fox terrier de pèl llis és considerat com una raça de baix cost de manutenció. Les seves cures no difereixen de les normals per a la majoria de les races com són la neteja i el raspallat del pèl, tall d'ungles i neteja bucal, per evitar formació de tosca i posteriors infeccions.
En general, viu una mitjana de 12 a 15 anys, arribant a aconseguir alguns exemplars els 19 anys. Tot i ser una de les races genèticament més saludables, els seus exemplars solen tenir alguns problemes de salut coneguts, com ho són la sordesa, la luxació de ròtules i espatlles i una varietat de trastorns oculars com la luxació del cristal·lí, distiquiasis, cataractes, miastènia gravis i també alguns casos d'epilèpsia idiopàtica, així com goll.